# Nitroso

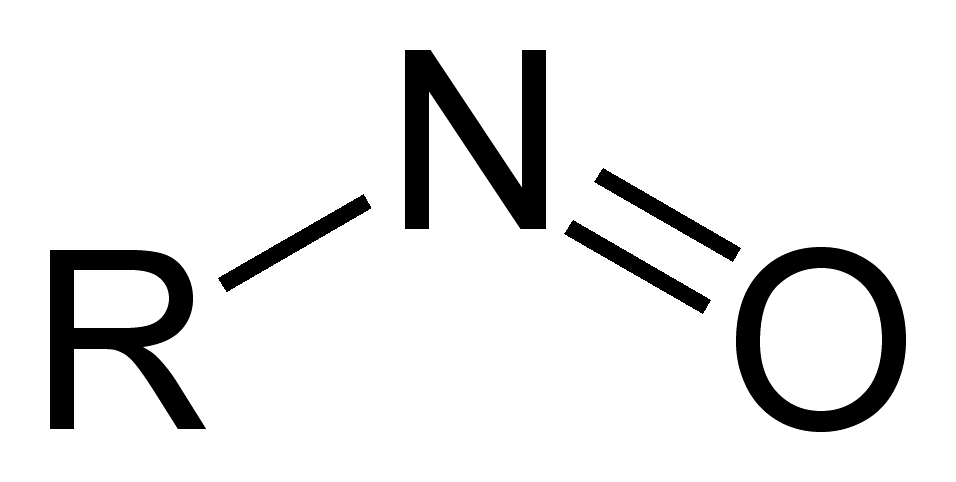
A estrutura geral de um composto nitroso

Nitroso refere-se a um grupo funcional em química orgânica o qual tem a fórmula geral RNO. Compostos nitroso podem ser preparados pela redução de compostos nitro ou pela oxidação de hidroxilaminas. Um bom exemplo é (CH3)3CNO, conhecido formalmente como 2-metil-2-nitrosopropano, ou t-BuNO, o qual é preparado pela seguinte sequência de reações:
(CH3)3CNH2 → (CH3)3CNO2
(CH3)3CNO2 → (CH3)3CNHOH
(CH3)3CNHOH → (CH3)3CNO
(CH3)3CNO é azul e existe em solução em equilíbrio com seu dímero, o qual é incolor, com ponto de fusão de 80 − 81 °C.
No rearranjo de Fischer-Hepp as 4-nitroso-anilinas aromáticas são preparadas da correspondente nitrosaminas. Outra reação envolvendo um composto nitroso é a reação de Barton.